# Purcell (cratère)
Pour les articles homonymes, voir Purcell.
Purcell est un cratère d'impact présent à la surface de Mercure. 
Ce cratère fut ainsi nommé par l'Union astronomique internationale en 1979 en hommage au compositeur britannique Henry Purcell. 
Son diamètre est de 87,67 km. Il se situe dans le quadrangle de Borealis (quadrangle H-1) de Mercure.